# Discorso della montagna e guarigione del lebbroso
Il Discorso della montagna e guarigione del lebbroso è un affresco (349x570 cm) di Cosimo Rosselli e aiuti, realizzato tra il 1481 e il 1482 e facente parte della decorazione del registro mediano della Cappella Sistina in Vaticano.

## Storia
Per sanare definitivamente il contrasto con papa Sisto IV, Lorenzo de' Medici arrivò a proporre alcuni dei più valenti pittori fiorentini come ambasciatori del primato culturale della sua città affinché si impegnassero nell'ambizioso progetto di decorare la nuova cappella palatina del palazzo Apostolico, avviata nei lavori architettonici nel 1477. Tra gli artisti partiti da Firenze, nell'ottobre del 1480, c'erano Sandro Botticelli, Domenico Ghirlandaio e Cosimo Rosselli, che si unirono al fiorentino "d'adozione" Perugino, probabilmente già a Roma. Ciascuno aveva al seguito numerosi assistenti, tra i quali si sarebbero poi distinti alcuni maestri di prim'ordine. Rosselli aveva ad esempio con sé Piero di Cosimo, legato a lui quanto un figlio adottivo.
I lavori procedettero speditamente e il gruppo dei primi fiorentini, a cui si unì poco dopo anche Luca Signorelli, doveva aver finito la decorazione del registro mediano e superiore della cappella nel 1482. Il progetto iconografico prevedeva una serie di ritratti dei primi trenta pontefici entro nicchie tra le finestre (oggi in larga parte ridipinti e di difficile attribuzione) e sedici grandi riquadri con Storie di Mosè (parete destra) e Storie di Cristo (parete sinistra), messi in parallelo in modo da rappresentare, nel complesso, la trasposizione della legge divina dalle Tavole della Legge alla figura di Cristo e da questi, tramite l'episodio chiave della Consegna delle chiavi a san Pietro e i suoi discendenti, cioè il pontefice stesso. Si trattava quindi di una riaffermazione del fondamento e della sacralità del potere papale, con espliciti richiami anche a chi osava contraddirlo (evidenti nella scena della Punizione dei ribelli). Di queste sedici scene, che rappresentarono il trionfo dell'arte fiorentina del Quattrocento, ne restano oggi quattordici: due, con la pala dell'Assunta, di Perugino  vennero distrutte per far spazio al Giudizio Universale di Michelangelo e due (di Ghirlandaio e Signorelli), sul lato opposto, versavano già un secolo dopo in pessime condizioni e vennero ridipinte nella seconda metà del Cinquecento.
Per quanto riguarda le opere di Cosimo Rosselli, Vasari riporta come esse subirono l'ironia degli altri maestri per la loro debolezza nel disegno: egli era infatti il meno dotato tra quelle robuste personalità artistiche e ciò non mancò di essere rimarcato alla scopritura degli affreschi. Rosselli però, che era consapevole dei suoi limiti ma anche scaltro, aveva accentuato l'uso dei colori forti e brillanti e delle lumeggiature dorate che riverberavano soprattutto alla luce delle candele. Ciò piacque particolarmente al papa, che intendendosi poco d'arte preferiva, evidentemente, l'appariscente al bello, decretando la sua preferenza proprio per il Rosselli, che risultò quindi il vincitore nell'impresa.

## Descrizione e stile
La scena fa parte delle Storie di Gesù e, come altre del ciclo, mostra più episodi contemporaneamente. La scena si trova opposta alla Discesa dal monte Sinai, sempre di Rosselli, ed è accomunata a questa dalla presenza del monte come luogo in cui Dio manifesta la sua volontà di stabilire un contatto con gli uomini. Si vede infatti Cristo che, seguito dai dodici apostoli, scende dal monte e, poco dopo in primo piano, tiene il suo discorso alle folle, con gli apostoli compressi alla sua destra.
La parte più riuscita è forse quella sinistra, in cui sullo sfondo di una città dall'aspetto nordico, immersa in un rigoglioso paesaggio che si perde in lontananza, si trova la folla che assiste al sermone, nella quale sono presenti numerosi ritratti di contemporanei. L'uomo col cappello nero che guarda verso lo spettatore in ultima fila dovrebbe essere l'autoritratto del Rosselli stesso.
A destra invece ha luogo la scena della guarigione del lebbroso, testimonianza dei poteri divini di Cristo. Anche in questo caso Gesù è attorniato dagli apostoli e sulla destra si trova una folla in cui compaiono molti ritratti.
Gli uccelli che si accoppiano in volo sono un omaggio ai cicli naturali e si ritrovano anche in alcuni episodi dipinti da Ghirlandaio. In entrambi i casi si tratta di un tema legato a reminiscenze tardogotiche, filtrate da pittori fiorentini come Benozzo Gozzoli.